# Édouard Morren
Charles Jacques Édouard Morren, född 2 december 1833 i Gent, död 28 februari 1886 i Liège, var en belgisk botaniker och trädgårdsman. Han var son till Charles Morren.
Morren blev 1861 extra ordinarie och 1868 ordinarie professor i botanik i Liège. Han var mycket verksam som trädgårdsman och deskriptiv botaniker och den av fadern uppsatta tidskriften "La Belgique horticole" redigerade han från 1854. Han ägnade sig särskilt åt den stora tropiska växtfamiljen Bromeliaceaes odling och vetenskapliga utredande. Då dessa växter är svåra att preparera, lät han framställa ett stort antal målningar i jättefolio av de flesta odlade arterna, en samling, som kom att övertas av herbariet i Kew Gardens.
Auktorsnamnet E.Morren kan användas för Édouard Morren i samband med ett vetenskapligt namn inom botaniken; se Wikipediaartiklar som länkar till auktorsnamnet.